# 久水俊和
久水 俊和（ひさみず としかず、1973年 - ）は、日本中世史学者。追手門学院大学文学部准教授。専門は、室町時代の朝廷儀礼・公武関係史など。

## 来歴・人物
北海道生まれ。東北学院高等学校を経て、1997年立正大学文学部史学科卒業。2010年明治大学大学院文学研究科史学専攻博士後期課程修了 。2010年「室町時代朝廷儀礼における公家と武家」で博士（史学）。明治大学文学部助手、宮内庁書陵部図書課、明治大学文学部助教などを経て、2022年4月より追手門学院大学文学部准教授。

## 著書・編著・共著

### 単著
- 『室町期の朝廷公事と公武関係 (中世史研究叢書 20) 』岩田書院、2011年9月。ISBN 978-4872947052
- 『中世天皇葬礼史 (戎光祥選書ソレイユ第7巻) 』戎光祥出版、2020年4月。ISBN 978-4864033527
- 『中世天皇家の作法と律令制の残像』八木書店、2020年6月。ISBN 978-4840622394

### 編著
- 『室町・戦国天皇列伝』石原比伊呂共編、戎光祥出版、2020年3月。ISBN 978-4864033503
- 『「室町殿」の時代: 安定期室町幕府研究の最前線』山川出版社、2021年12月。ISBN 978-4634152083
- 『足利将軍事典』木下昌規共編、戎光祥出版、2022年1月。ISBN 978-4864034104

### 共著
- 薗部稔, 橋本政宣編『神道史大辞典』(担当:分担執筆, 範囲:塩竈神社・志波彦神社項目)吉川弘文館、2004年7月。ISBN 978-4642013406
- 宮内庁書陵部, 三の丸尚蔵館編『皇室の文庫 書陵部の名品[4]』 (担当:分担執筆, 範囲:平安～南北朝時代写「日本書紀」、「日根野村絵図」、九条政基自筆「政基公旅引付」、後小松天皇宸筆「後小松天皇宸筆御伝授状」) 菊葉文化協会、2010年9月。
- 日本史史料研究会編『日本史のまめまめしい知識 第2巻 (ぶい&ぶい新書) 』(担当:分担執筆, 範囲:これぞ本当の”骨肉”の争い―天皇の土葬回帰と「死ぬ天皇」の復活)岩田書院、2017年6月。ISBN 978-4866028033
- 日本史史料研究会編『日本史のまめまめしい知識 第3巻 (ぶい&ぶい新書) 』 (担当:分担執筆, 範囲:江戸時代の大嘗祭復興の決め手は裏帳簿)岩田書院、2018年11月。ISBN 978-4866028101

## 論文
- CiNii>久水俊和